# 旧湾仔街市

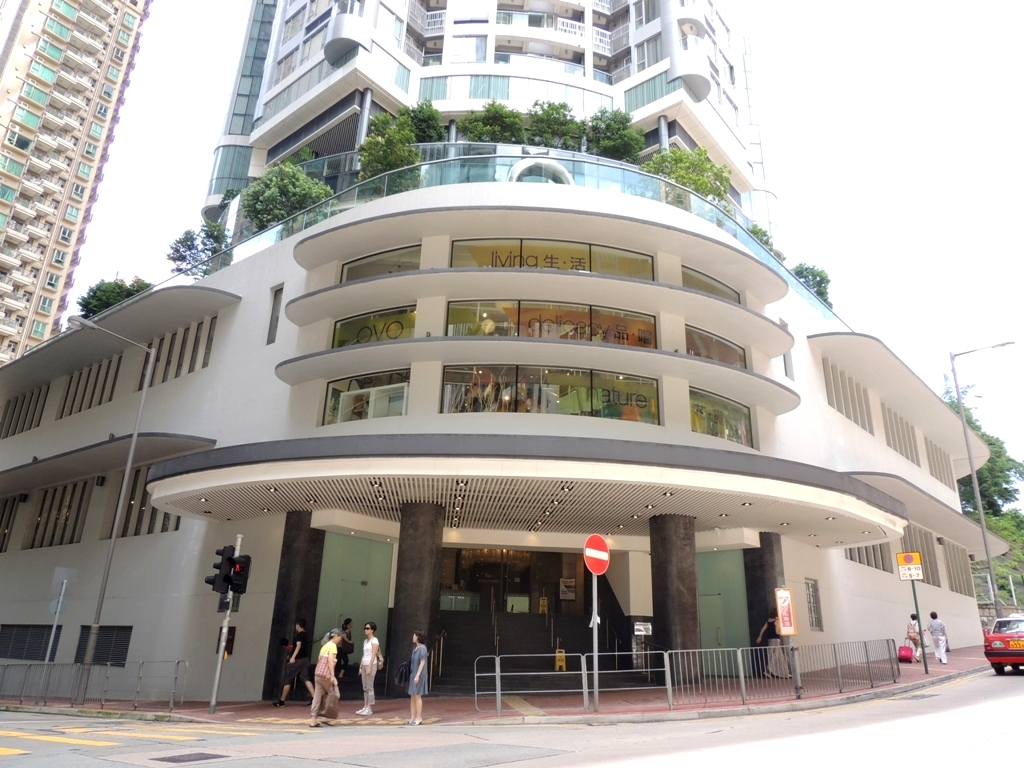
旧湾仔街市

旧湾仔街市（きゅうわんしがいし）、本名は湾仔街市（わんしがいし、英語: Wanchai Market）、は香港のマーケット建築である。すでに部分的に取り壊された。
旧湾仔街市は1937年4月1日から営業を開始し、2008年までに営業していた。1990年に香港三級歴史建築にリストアップされた。現在は一部が引き続き店舗が入居しているが、住宅に転用される部分もある。